# Megachile obdurata
Megachile obdurata är en biart som beskrevs av Mitchell 1930. Megachile obdurata ingår i släktet tapetserarbin, och familjen buksamlarbin. Inga underarter finns listade i Catalogue of Life.